# Senuc
Senuc é uma comuna francesa na região administrativa de Grande Leste, no departamento das Ardenas. Estende-se por uma área de 13,58 km². Em 2010 a comuna tinha 168 habitantes (densidade: 12,4 hab./km²).